# Stöckheim (Rohrberg)
Stöckheim ist ein Ortsteil der Gemeinde Rohrberg der Verbandsgemeinde Beetzendorf-Diesdorf im Altmarkkreis Salzwedel in Sachsen-Anhalt.

## Geographie
Stöckheim, ein Straßendorf mit Kirche, liegt drei Kilometer westlich der Gemeinde Rohrberg und 19 Kilometer südwestlich der Kreisstadt Salzwedel in der Altmark. Westlich des Dorfes liegen das Waldgebiet Hörsten und die Königsberge.

## Geschichte

### Mittelalter bis Neuzeit
Im Jahr 1254 wird Philippus de Stockem in Gardelegen als Zeuge erwähnt.
Im Jahre 1357 wurde Stöckheim erstmals als Stockenn in einer Abschrift vom Schulenburger Kopialbuch der Propstei Salzwedel erwähnt. Hanns H. F. Schmidt schreibt, dass das Dorf in der ersten urkundlichen Erwähnung Vlemeschen Stockem genannt wird. Er bezieht sich damit wohl auf Johann Friedrich Danneil, der eine Urkunde in den Akten der Katharinenkirche in Salzwedel als Quelle angibt.
Im Jahre 1945 wurden im Zuge der Bodenreform 160 Hektar enteignet und auf 32 Siedler aufgeteilt. Im Jahre 1948 wurde über 31 Erwerber aus der Bodenreform berichtet, davon 15 Neusiedler.
Im Jahre 1952 entstand die erste Landwirtschaftliche Produktionsgenossenschaft vom Typ III, die LPG „Rotes Banner“, die nach 1959 an LPG vom Typ III in Ahlum angeschlossen wurde. Im Jahre 1959 wurde die zweite LPG „Vereinte Kraft“ vom Typ III eingerichtet.

### Eingemeindungen
Stöckheim gehörte ursprünglich zum Salzwedelischen Kreis der Mark Brandenburg in der Altmark. Von 1807 bis 1813 lag es im Kanton Beetzendorf auf dem Territorium des napoleonischen Königreichs Westphalen. Nach weiteren Änderungen kam es 1816 in den Kreis Salzwedel, den späteren Landkreis Salzwedel im Regierungsbezirk Magdeburg in der Provinz Sachsen in Preußen.
Die Gemeinde Stöckheim wurde am 25. Juli 1952 in den neuen Kreis Klötze umgegliedert. Am 1. April 1974 wurde die Gemeinde Stöckheim in die Gemeinde Ahlum im gleichen Kreis eingemeindet.

### Einwohnerentwicklung
| Jahr | Einwohner |
| ---- | --------- |
| 1734 | 108       |
| 1774 | 163       |
| 1789 | 159       |
| 1798 | 142       |
| 1801 | 143       |
| 1818 | 145       |

| Jahr | Einwohner |
| ---- | --------- |
| 1840 | 206       |
| 1864 | 271       |
| 1871 | 266       |
| 1885 | 277       |
| 1892 | [00]280   |
| 1895 | 282       |

| Jahr | Einwohner |
| ---- | --------- |
| 1900 | [00]291   |
| 1905 | 276       |
| 1910 | [00]303   |
| 1925 | 309       |
| 1939 | 287       |
| 1946 | 439       |

| Jahr | Einwohner |
| ---- | --------- |
| 1964 | 385       |
| 1971 | 325       |
| 2015 | [00]153   |
| 2018 | [00]151   |
| 2020 | [00]144   |
| 2021 | [00]136   |

| Jahr | Einwohner |
| ---- | --------- |
| 2022 | [00]133   |
| 2023 | [0]130    |

Quelle, wenn nicht angegeben, bis 1971:

## Religion
Die evangelische Kirchengemeinde Stöckheim gehörte früher zur Pfarrei Ahlum. Im Jahre 2003 wurden die Kirchengemeinden Rohrberg, Groß- und Klein Bierstedt, Mellin, Stöckheim, Tangeln und Püggen zum Kirchspiel Rohrberg vereinigt, das heute betreut wird vom Pfarrbereich Beetzendorf im Kirchenkreis Salzwedel im Bischofssprengel Magdeburg der Evangelischen Kirche in Mitteldeutschland.

## Kultur und Sehenswürdigkeiten

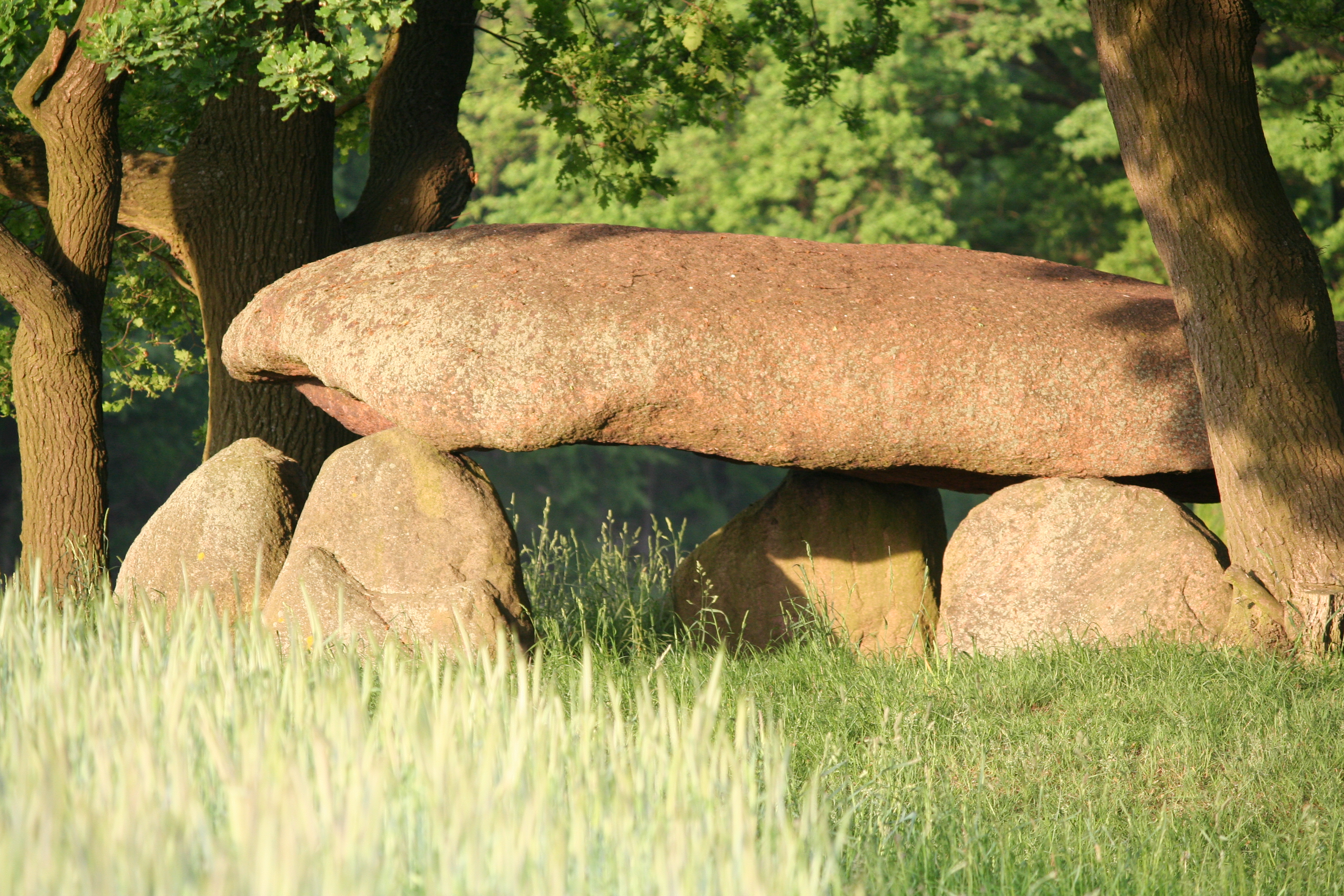
Großsteingrab Stöckheim

- Die evangelische Dorfkirche Stöckheim ist ein rechteckiger, im Kern romanischer Feldsteinsaal mit Westquerturm. Die vermauerten romanischen Öffnungen mit Backsteineinfassungen sind teilweise noch erkennbar.[1] Sie war eine Filialkirche der Kirche in Ahlum.[15]
- Der Friedhof liegt neben der Kirche.
- Am Eingang zum Friedhof steht ein Findling zum Gedenken an die Gefallenen des Ersten Weltkrieges.[16]
- Südlich des Dorfes liegt das Großsteingrab Stöckheim, eine jungsteinzeitliche megalithische Grabanlage, um die sich eine Goliath-Sage rankt.

## Vereine
- Jagdgesellschaft Stöckheim, Sitz Lüdelsen